# Heinäsaari (ö i Norra Karelen, Joensuu, lat 63,09, long 31,17)
Heinäsaari är en ö i Finland. Den ligger i sjön Iso Kivijärvi och i kommunen Ilomants i den ekonomiska regionen  Joensuu ekonomiska region  och landskapet Norra Karelen, i den östra delen av landet, 500 km nordost om huvudstaden Helsingfors. Öns area är 0,4 hektar och dess största längd är 130 meter i sydöst-nordvästlig riktning.